# Németh Géza (festő)
Németh Géza (Rákoshegy, 1944. október 3. –) magyar festőművész.
Festőnek készült, mégis építészetet tanult, majd visszakanyarodott a festészethez.
1984-ben meghívta egy New York-i galéria, és így 1985 tavaszán New Yorkba utazott egyéves vízummal.
Itt találkozott Emory Ladányi festőművész és bőrgyógyász orvossal, akivel jó barátságba került. Az ő támogatásával hamarosan kiállítása nyílt a Brucato Art Galleryben. Hamarosan a SOHO-beli Ariel Gallery tagja lett, és 1986-ban önálló kiállítást rendezett az Ariel Gallery-ben. Ezt követte a Village-ben egy újabb kiállítás (Esta Robinson Contemporary Art, New York) 1986-ban.
Hazatért Magyarországra, de a következő évben nemzetközi pályázatot nyert, amelyet a Világbank hirdetett meg. Újabb egy évet töltött New Yorkban, és 1988-ban nagy kiállítást rendezett Washingtonban. Még az évben Budapesten bemutatta washingtoni kiállításáról hazahozott képeit.
Ezután a magyarországi fordulatot olyan izgalmasnak találta, hogy Magyarországon maradt.
1994-ben Arizonában Thury Levente szobrásszal, majd 1996-ban önálló kiállítást rendezett. 1991-ben Bécsben, 1994-ben Moszkvában állított ki. 1995-ben a budapesti Körmendi Galériában és az Újpest Galériában voltak kiállításai. 2000-ben a Vigadó Galériában önálló kiállításon láthatóak a munkái.
2001-ben Rómába költözött néhány hónapra, ahol két sorozatot készített: az egyik 14 darabos monokróm angolvörössel festett kép, Római vörös címmel. A másik sorozata, amelyet Róma Remake címmel állított ki, digitális montázssorozat, amelyből 2003-ban a Római Magyar Akadémián kiállítás készült.
2002-ben  New Yorkban töltött 6 hónapot, ahol elkészült Próféciák c. sorozata. 2003 tavaszán a New York-i Reinhold Brown Gallery állította ki a munkáit, és megjelent egy katalógus, amelyben az esszét Jonathan Goodman írta.